# Colpo di Stato di Goudi
Il colpo di Stato di Goudi fu un colpo di Stato che ebbe luogo nel Regno di Grecia la notte del 28 agosto 1909, e partì dalle caserme di Goudi, un sobborgo ad est di Atene. Il colpo fu un evento importante della storia della Grecia moderna in quanto venne guidato da Eleutherios Venizelos e portò alla sua nomina a primo ministro. In un sol colpo, questo pose fine al vecchio sistema dei partiti ed inaugurò un nuovo periodo per la storia e la politica greche. Per decenni, la vita politica greca venne nominata da due forze opposte: da un lato il Venizelismo d'ispirazione liberal-repubblicana, dall'altro i conservatori, monarchici e anti-venzelisti.
Il colpo di Stato in sé creò delle tensioni anche all'interno della società greca dell'epoca, in particolare per gli effetti della guerra greco-turca del 1897, per problemi finanziari, per la mancanza di riforme necessarie e per la disillusione sul sistema politico costituito. Emulando i Giovani Turchi, diversi giovani ufficiali dell'esercito greco fondarono una società segreta, la Lega Militare. Col colonnello Nikolaos Zorbas come loro figura chiave, la notte del 15 agosto, la Lega Militare, unitasi alle truppe della caserma di Goudi, fece un pronunciamento al governo chiedendo riforme.
Re Giorgio I concesse quanto richiesto e rimpiazzò il primo ministro Dīmītrios Rallīs con Kyriakoulis Mavromichalis, senza che ciò ad ogni modo soddisfacesse a sufficienza gli insorti, che ancora una volta insorsero in una grande dimostrazione pubblica il mese successivo. I capi della rivolta si appellarono quindi ad una nuova e provvidenziale figura sullo scenario politico greco, il cretese Eleutherios Venizelos, il quale ad ogni modo rispettò le norme democratiche chiedendo nuove elezioni. Dopo la vittoria, Venizelos divenne primo ministro e procedette con le riforme chieste dagli istigatori del colpo di Stato.

## La Grecia all'inizio del XX secolo
il Congresso di Berlino del 1878 e la Convenzione di Costantinopoli del 1881 furono un successo per la diplomazia greca. Il paese ottenne la Tessaglia e parte dell'Epiro. Per continuare a perseguire l'idea della Megali Idea, la Grecia rivolse quindi la sua attenzione alla Macedonia ed a Creta, ricevendo una pesante sconfitta.

### Le umiliazioni militari
Dal 1895, dopo i massacri hamidiani degli Armeni nell'Impero ottomano, i cristiani cretesi, ancora sotto la dominazione ottomana, chiesero l'autogoverno sotto la protezione delle grandi potenze. I massacri compiuti a danni dei cristiani ad opera dei musulmani spinsero la Grecia ad intervenire, dapprima accettando i profughi sulle coste greche e poi inviando parte della propria flotta e diverse truppe all'inizio del 1897 così da consentire ai cretesi di proclamare la loro Enōsis (unione con la Grecia). L'intervento delle grandi potenze europee (Gran Bretagna, Francia, Italia, Russia, Austria-Ungheria e Germania) costrinse la Grecia alla ritirata dai propri intenti. L'opposizione criticò la posizione indecisa del governo che aveva dichiarato guerra agli ottomani all'inizio di aprile di quell'anno. I combattimenti perdurarono per un mese in tutto, ma la sconfitta dei greci fu pesante. Per quanto la Grecia perse solo piccoli territori al confine settentrionale, venne costretta a pagare pesanti danni di guerra per il valore di 4 000 000 di sterline ai vincitori ottomani. Lo Stato aveva già dichiarato la bancarotta nel 1893, il che significava per la Grecia essere costretta ora ad accettare una commissione di controllo finanziario internazionale (Διεθνής Οικονομικός Έλεγχος), che dirottò gran parte delle entrate statali al pagamento dei debiti della Grecia. Creta, ad ogni modo, divenne uno Stato autonomo sotto la supervisione internazionale, pur rimanendo sotto la sovranità del sultano.

### Macedonia

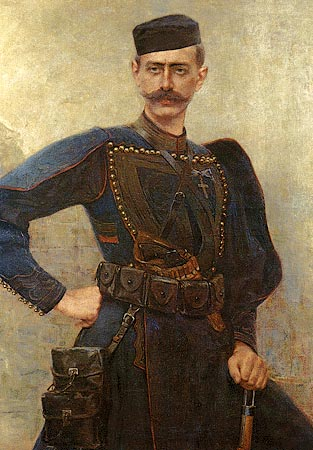
Pavlos Melas nel tradizionale costume Makedonomakhos, di Georgios Jakobides.

La Macedonia era una regione disputata tra Grecia, Impero ottomano e Bulgaria (creata col Congresso di Berlino). Il 2 agosto 1903, festività del profeta Elia (in bulgaro Ilinden), si compì la Rivolta Ilinden-Preobrazeni, sponsorizzata dall'Organizzazione Rivoluzionaria Interna Macedone. La rivolta fallì e la rappresaglia dei turchi fu severa con l'uccisione di 2000 persone e razzie su molte case e villaggi. A seguito di questi eventi, i greci notarono l'attività bulgara in Macedonia. Lae Ethniki Etairia (Società Nazionale) venne costituita con l'intento di inviare bande di greci armati (makedonomakhoi), tacitamente aiutati dal governo di Atene, col supporto finanziario di personalità come Ion Dragoumis e l'adeguata formazione militare con personalità come Pavlos Melas. Si aprì così la "Lotta Macedone" tra i greci contro i bulgari ed entrambi gli eserciti contro l'esercito e la gendarmeria ottomane. La rappresaglia prese le forme più varie, includendo il saccheggio, l'incendio e l'assassinio. Le potenze occidentali decisero a questo punto di intervenire nella contesa. L'idea era quella di riorganizzare amministrativamente l'intera regione sulla base di una partizione etnica. Il successo ed i sacrifici dei giovani ufficiali come Melas restaurarono l'immagine di parte dell'esercito greco. In cambio le potenze europee contribuirono allo scoppio della Rivoluzione dei Giovani Turchi del luglio del 1908, che pose fine agli scontri greco-bulgari in Macedonia.

### Conseguenze della Rivoluzione dei Giovani Turchi
La Grecia era impegnata nella questione cretese. Nel 1905, Eleutherios Venizelos aveva guidato la rivolta di Theriso contro l'alto commissario Giorgio di Grecia che era stato nominato dalle potenze europee a capo di Creta, chiedendo l'enosis. Nel 1906, il principe venne costretto a dimettersi e venne nominato un nuovo commissario nella persona dell'ex primo ministro greco Alexandros Zaimīs. La Rivoluzione dei Giovani Turchi spinse i cretesi a proclamare unilateralmente l'enosis sfruttando la temporanea assenza dell'alto commissario.
Dimostrazioni anti-greche si ebbero in Turchia, dove la stampa lanciò una campagna denigratoria. Le potenze europee tentarono di distendere queste ostilità, mentre il governo di Georgios Theotokis fu soggetto di continue critiche. Il rimpiazzo del primo ministro con Rallis ebbe ben pochi effetti. Il nuovo primo ministro stentava a dimostrare segni di buona volontà nei confronti dell'ambasciatore turco e verso le potenze europee. Intenzionato ad evitare una nuova guerra greco-turca, criticò i rivoluzionari cretesi e dichiarò la sua volontà di rinunciare alle decisioni delle grandi potenze. L'indignazione per la debolezza del governo e la sua attitudine timorosa montò sempre più forte, sia tra la popolazione che nell'esercito, ed in particolare tra i giovani ufficiali che avevano combattuto in Macedonia. L'idea di imitare i Giovani Turchi iniziò a farsi strada.

### Situazione economica e sociale

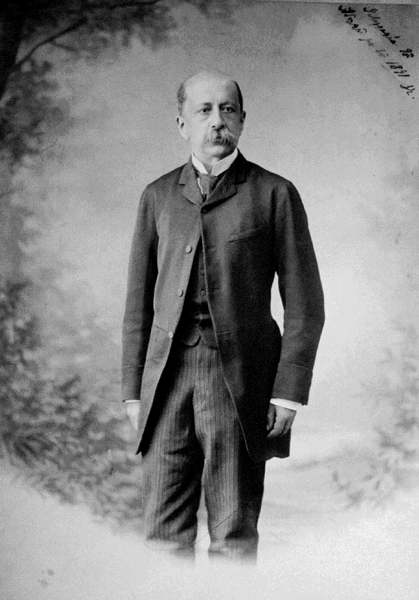
Charilaos Trikoupis.

La Grecia era da decenni in crisi economica. Il debito pubblico (in particolare verso le Grandi Potenze) risaliva ancora alla guerra d'indipendenza ed aveva raggiunto il proprio picco proprio negli anni '90 dell'Ottocento. A quel punto il governo di Charilaos Trikoupis dichiarò la bancarotta decidendo di abbassare il debito pubblico del 30% del proprio valore, fatto che fece arrabbiare i creditori, in particolare le potenze europee. Nel contempo, l'esportazione di uva di Corinto era entrata in crisi. Iniziò così un nuovo fenomeno: l'emigrazione della popolazione lavoratrice. Il numero di emigranti (in particolare verso gli Stati Uniti) passò da 1108 del 1890 a 39 135 del 1910 (su 2 800 000 di abitanti). La crescita economica era troppo bassa per lavoratori e contadini che lasciavano le loro terre per lavorare altrove. Sino ad allora solo gli abitanti delle regioni montuose e gli isolani erano emigrati, ma col crescere della crisi economica per contrò andò formandosi una classe borghese che, in Grecia come altrove in Europa, iniziò uno sviluppo industriale del paese sviluppando anche una classe di burocrati (collegata col clientelismo politico) e lo sviluppo delle città. A metà del primo decennio del Novecento, questa borghesia non riusciva a comprendere come potesse essere che un paese così prospero come la Grecia avesse delle finanze in così pessimo stato. I politici non erano soddisfatti della politica di governo. Nel 1906, un gruppo di giovani radicali soprannominato "Il Gruppo giapponese" (Ομάς Ιαπώνων), in riferimento al dinamismo dell'era Meiji, si andò formando attorno alla leadership di Stephanos Dragoumis, con Dīmītrios Gounarīs quale suo motore spirituale. Questi criticavano la vecchia oligarchia che aveva rovinato il paese e chiedevano riforme radicali. Il gruppo dei "Sociologi" (Κοινωνιολόγοι), influenzato in particolare dal Marxismo, chiedevano pure delle riforme per modernizzare l'apparato statale greco e la sua economia.

## Il colpo di Stato

### La Lega Militare
La Lega Militare (Στρατιωτικός Σύνδεσμος) venne costituita ufficialmente nell'ottobre del 1908 unendo due gruppi: uno dell'esercito (con membri come i futuri generali Nikolaos Plastiras e Georgios Kondylis) e unjo di giovani ufficiali che gravitavano attorno al generale Theodoros Pangalos. Questi erano motivati a reagire contro il governo per una serie di ragioni: il desiderio di riforma che era richiesto da più parti della società combinato alla frustrazione per il ritardo nelle promozioni e per l'assenza pressoché totale di meritocrazia, in particolare tra i diplomatic al'Accademia Militare Ellenica. Altri ufficiali provenienti da esercito, marina e gendarmeria si unirono al gruppo dal giugno del 1909 coinvolgendo così tutte le forze armate.
All'epoca le richieste della Lega Militare erano limitate ad incrementare il budget per l'esercito, per la sua riorganizzazione e modernizzazione, chiedendo inoltre a gran voce che i principi di sangue reale lasciassero le loro cariche nell'esercito. Per quanto il governo di Theotokis avesse incrementato armi e munizioni, questo aveva reinstallato il principe ereditario Costantino, che aveva guidato l'esercito alla disfatta dalla guerra del 1897, alla posizione di ispettore capo dell'esercito. Malgrado le richieste, inoltre, questi aveva autorizzato solo pochi ufficiali a proseguire i loro studi in Francia ed in Germania.

### L'azione dell'esercito
La Lega Militare, che aveva raggiunto i 1300 aderenti, iniziò a costituirsi in forma di lobby per fare pressione sul potere centrale dello Stato. Nel luglio del 1909 la Lega era riuscita ad ottenere le dimissioni di Theotokis, odiato simbolo del clientelismo parlamentare, ma il suo successore Dimitrios Rallis alienò da subito la Lega riponendo il proprio ruolo di fiducia in Costantino, richiamando tutti gli ufficiali presenti in Macedonia e chiedendo che le grandi potenze intervenissero a Creta, oltre a far arrestare dozzine di membri della Lega per insubordinazione il 12 agosto.

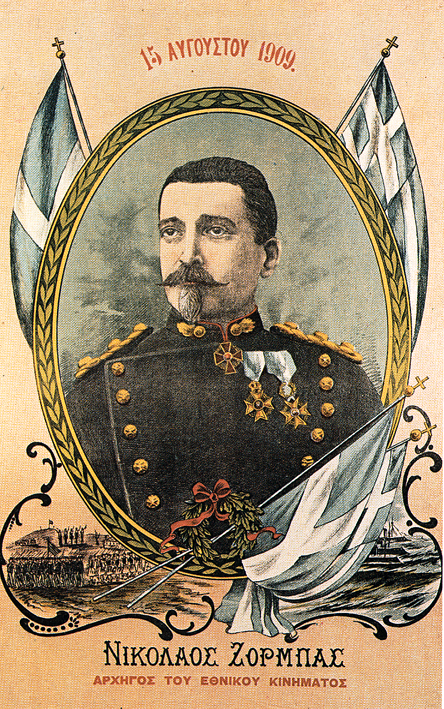
Litografia dell'epoca che celebra il colonnello Nikolaos Zorbas come leader del "Movimento Nazionale"

L'arresto di alcuni membri della Lega fece precipitare gli eventi: se la Lega non avesse agito immediatamente sarebbe stata sciolta dal governo. La Lega cercò il supporto degli alti ufficiali ed il colonnello Nikolaos Zorbas venne scelto come suo rappresentante. Il 14 agosto, Pangalos liberò due degli ufficiali arrestati, provocando l'arresto di tutti i membri appartenenti alla Lega.
Quella stessa notte, la Lega si mosse per attuare un vero e proprio colpo di Stato senza spargimento di sangue. I membri della Lega riuscirono ad entrare nelle caserme di Goudi: diverse centinaia di ufficiali, allievi, semplici soldati, gendarmi e civili minacciarono di compiere una marcia su Atene se le loro richieste non fossero state prese in considerazione. Le forze armate, in particolare i giovani ufficiali, inviarono al governo di Rallis un pronunciamento contenente le loro richieste che comprendevano, ad esempio, un cambiamento nel sistema delle promozioni che escludesse limitate prospettive di avanzamento. Altre richieste erano di natura politica e chiedevano profonde riforme per il paese in campo sociale, economico e militare. Le truppe chiedevano inoltre il riarmo degli eserciti di mare e di terra, chiedendo che il ministro della marina ed a quello della guerra fossero membri di questi corpi. Gli insorti non chiedevano l'abdicazione del re o l'abolizione della monarchia, rimanendo fedeli sudditi della corona greca, né chiedevano una dittatura militare pur volendo dei cambiamenti allo Stato. Questi rispettavano le istituzioni del governo parlamentare, ma gli ufficiali continuavano a chiedere che elementi come il principe ereditario Costantino, visto come il principale colpevole della disfatta del 1897, dovessero essere espulsi dall'esercito. Infine la Lega chiedeva l'abbassamento delle tasse.
Il primo ministro aprì una pro forma per i negoziati con i rivoluzionari che, per velocizzare le operazioni, istigarono anche la popolazione di Atene.

### Richieste popolari
Una grande dimostrazione popolare, organizzata e supervisionata dai soldati, ebbe luogo nelle strade di Atene il 14 settembre 1909. I dimostranti, provenienti da Atene e dal Pireo, chiesero la revisione delle tasse, il protezionismo, un periodo di impiego limitato per i burocrati (che dipendevano dai politici per il loro lavoro), migliori condizioni di lavoro e la condanna dell'usura. Re Giorgio I, non volendo seguire i passi del suo predecessore Ottone, che era stato costretto ad abdicare in circostanze simili nel 1862, premette per le dimissioni del primo ministro Rallis e lo rimpiazzò con Kyriakoulis Mavromichalis.

### Lo stallo
I negoziati si protrassero ed il colonnello Zorbas mancava di sufficienti abilità politiche per gestire la situazione al meglio. Mavromichalis, assicurandosi il passaggio di un gran numero di leggi riformiste, soddisfò parte del programma delle richieste della Lega Militare, sotto minaccia questa volta di un rivolgimento militare. Lo staff generale venne riorganizzato e quanti erano vicini a Costantino (come Ioannis Metaxas) vennero rimossi mentre il budget venne implementato per modernizzare l'esercito. Il governo dimostrò ad ogni modo di essere ancora attaccato al vecchio sistema: solo il ministro delle finanze Athanasios Eftaxias aveva idee riformiste. Con la rivoluzione ormai in atto, la Lega iniziò a collassare. Non fu mai un vero e proprio movimento politico: la sua ideologia ed il suo programma mancavano di coerenza ed i suoi capi erano perlopiù poco versati nell'arte politica. Essi erano in fin dei conti soldati che potevano contare sol sul populismo e sugli slogan nazionalisti. Pur vedendo la necessità di modernizzare il paese, la borghesia greca temeva di piombare in una dittatura militare che era considerata deleteria per il normale progresso dei loro affari, motivo per cui diede un appoggio limitato a questa organizzazione.

### L'appello a Venizelos

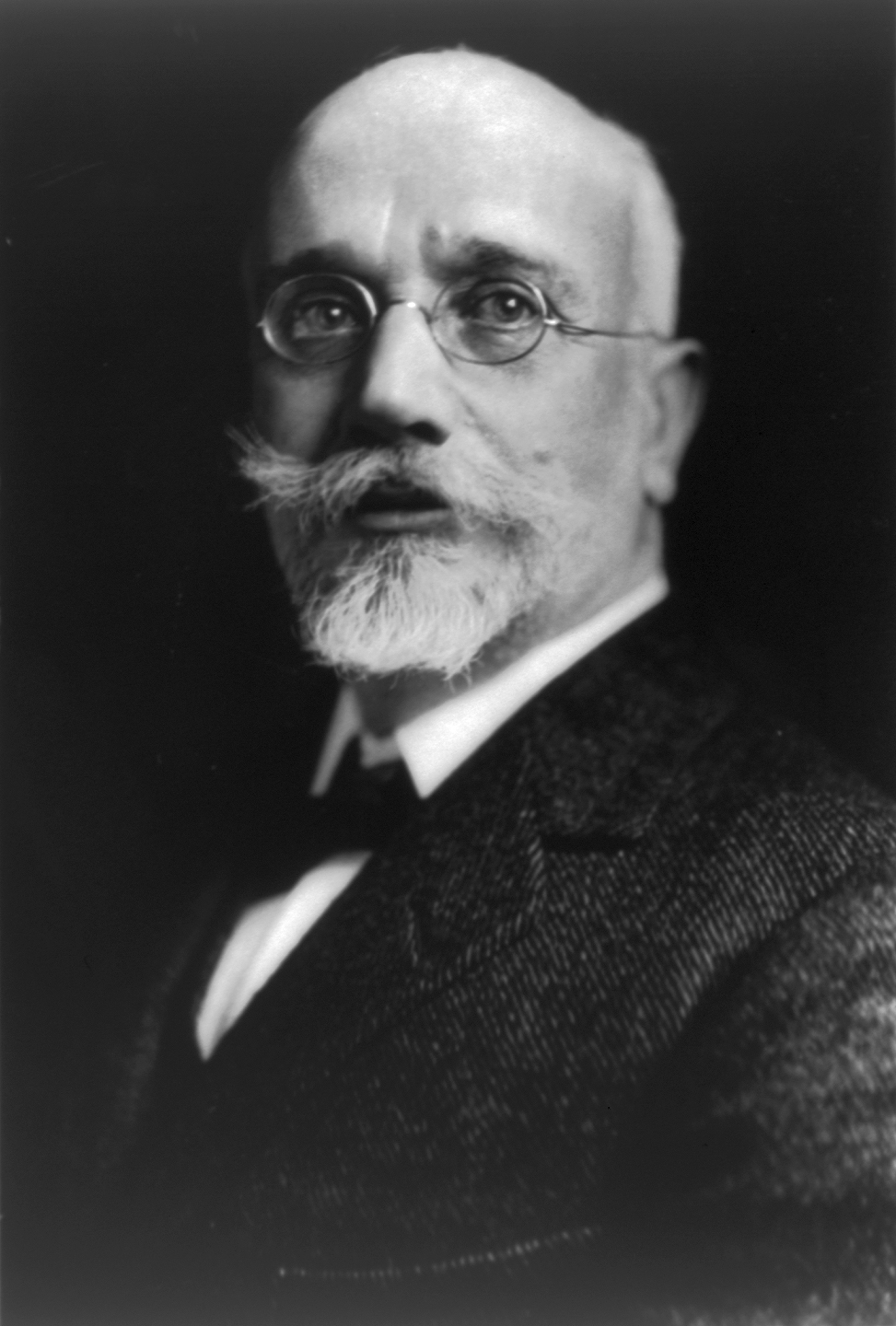
Eleftherios Venizelos

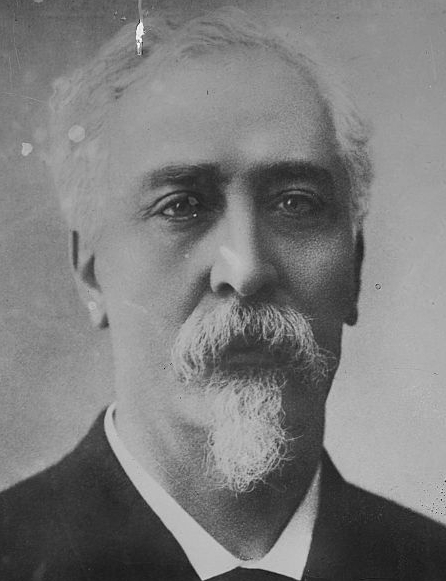
Stephanos Dragoumis

Alcuni degli ufficiali si portarono a Creta, terra che conoscevano bene, sia per partecipare agli eventi, sia per la partecipazione alla costituzione della guarcia civile durante il periodo di autonomia dell'isola. Qui ebbero modo di vedere le prodezze dell'uomo che era stato primo ministro di Creta sino al 9 maggio 1909: Eleutherios Venizelos. Quando il principe Giorgio di Grecia era Alto Commissario a Creta, si trovò opposto a Venizelos. Questo fatto diede a quest'ultimo un'aura anti-dinastica che attrasse a lui gli insorti di Goudi; egli era visto anche come indipendente dal caos dell'oligarchia sulla parte peninsulare dello Stato greco, non corruttibile e soprattutto competente. A partire dall'ottobre del 1909 inviarono un emissario a sondare le sue intenzioni, offrendogli anche la carica di primo ministro di Grecia. Ad ogni modo Venizelos non era intenzionato ad apparire come l'uomo scelto dall'esercito, né in Grecia né all'estero, né voleva scontrarsi con re Giorgio I e coi "vecchi" partiti politici. Egli per questo chiese ai golpisti di procedere con delle elezioni amministrative regolari dando il proprio appoggio ad un programma di riforme. si portò ad Atene il 15 dicembre 1909 e venne accolo al porto del Pireo da alcuni ufficiali. Nel gennaio, il Consiglio della Corona si riunì assieme ai capi dei principali movimenti politici greci, sotto l'egida del re e di Venizelos. Quest'ultimo ebbe il ruolo di mediatore tra le forze presenti: il re, il governo, il parlamento, l'esercito ed il popolo. La soluzione proposta dal primo ministro cretese venne adottata poi: la convocazione dell'assemblea col compito di rivedere la costituzione di Stato e la dimissione del governo di Mavromichalis, da rimpiazzarsi con un governo provvisorio che avrebbe organizzato le elezioni legislative. La leadership del governo di transizione sarebbe stata data a Stephanos Dragoumis, considerato un "indipendente". Nikolaos Zorbas venne creato ministro delle forze di terra. In cambio, Venizelos riuscì a convincere la Lega Militare a sciogliersi così da non infeciare il processo politico. Nel marzo del 1910, un sovrano inizialmente riluttante, richiese nuove elezioni; tre giorni dopo, la Lega annunciò il proprio scioglimento. Venizelos tornò quindi a Creta.
Utilizzando la sua cittadinanza cretese come pretesto (l'isola era stata dichiarata in unione con la Grecia ma la Grecia non aveva riconosciuto tale unione), Venizelos non prese parte alle elezioni che si tenero nell'agosto del 1910. I suoi alleati lo nominarono ad un seggio per l'Atticoboeozia ma questi si tenne lontano dalla campagna elettorale. Intraprese invece un tour diplomatico in Europa occidentale quando seppe di essere stato prescelto quale nuovo primo ministro con una maggioranza relativa di 146 seggi su 362. Per questo tornò ad Atene acclamato dal pubblico; il governo di Dragoumis diede le dimissioni e Venizelos divenne primo ministro nell'ottobre del 1910. Si circondò di collaboratori ed iniziò una serie di riforme politiche secondo il programma dei rivoluzionari di Goudi, con l'appoggio dell'opinione pubblica. L'ambasciatore austriaco osservò il 28 ottobre 1910: "Venizelos è una specie di tribuno della plebe o quasi un dittatore della Grecia. L'entusiasmo del popolo, che lo acclama ovunque, è incredibile". Egli decise immediatamente di chiedere la convocazione di nuove elezioni per rafforzare la propria maggioranza: l'assemblea eletta in agosto continuava infatti ad essere dominata da vecchi politici. Le nuove elezioni si tennero il 28 novembre 1910. Venizelos fu cauto a non presentarsi come avversario dei "vecchi" partiti (che boicottarono le elezioni), ma fu anche attento a presentarsi come membro libero dall'influenza della Lega Militare. Per questo non esitò a nominare suo aiutante di campo Ioannis Metaxas, uno strenuo avversario della Lega dalla quale era stato rimosso dai suoi compiti. Il Partito Liberale di Venizelos vinse le elezioni con una maggioranza schiacciante di 300 deputati su 362.

## Le politiche riformiste
Le riforme del governo di Venizelos furono numerose e permisero alla Grecia di modernizzarsi e di prepararsi dunque al meglio alle guerre balcaniche ed alla prima guerra mondiale. Il re le supportò, vedendo nel suo primo ministro una speranza per fermare il sentimento anti-monarchico che serpeggiava dal 1897 e che proprio tra il 1908 ed il 1909 aveva conosciuto il proprio apice.
A quanti vedevano l'assemblea eletta nel 1910 come una nuova assemblea costituente, Venizelos rispose di considerarla piuttosto un'"assemblea di revisione". I 50 emendamenti costituzionali proposti nell'anno 1911, preparati da una commissione guidata da Stephanos Dragoumis, portarono all'opinione frequentemente riportata secondo la quale, dopo questa data, la Grecia ebbe una vera e propria nuova costituzione, quella del 1911. Queste revisioni portarono al permesso di nazionalizzare delle proprietà espropriandole nell'interesse della nazione, aprendo alla possibilità di una riforma della terra. 300 000 km² di terra vennero distribuiti tra 4000 famiglie di agricoltori nella sola Tessaglia. Venne incoraggiata altresì l'educazione agriculturale, l'apertura di cooperative di contadini, la creazione di un ministero dell'agricoltura e la nomina di appositi agronomi per ogni regione. Ai burocrati venne data l'incombenza di gestire la sicurezza e gli esami pubblici. I giudici vennero protetti dal Consiglio Superiore della Magistratura. La legislazione sociale migliorò le condizioni della classe lavoratrice: il lavoro minorile venne abolito, come pure alle donne venne vietato di lavorare di notte, venendo introdotta una paga minima; la domenica divenne giorno di riposo obbligatorio; l'educazione primaria venne resa libera ed obbligatoria e venne creato un primo sistema di assicurazione sociale. Il diritto di creare dei sindacati venne riconosciuto per la prima volta. La stabilizzazione della dracma greca permise anche la richiesta di prestiti all'estero. Il budget dello Stato mostrò un surplus in 1911 nuovamente nel 1912 dopo molti anni di deficit, e l'evasione fiscale venne quasi del tutto schiacciata. La tassa sullo zucchero venne tagliata del 50%. Nell'insieme, le riforme proposte ed applicate impedirono lo sviluppo di un forte movimento socialista e dei movimenti agrari come invece accadeva nei Balcani di quel periodo. L'esercito e la marina nazionali vennero riorganizzate con l'auto della Francia, che inviò una missione militare guidata dal general Eydoux (la Germania per contro riformò l'esercito turco). La marina venne riorganizzata da una missione britannica con a capo l'ammiraglio Tufnell. Ad ogni modo, Venizelos, ansioso di mostrare di non essere un burattino nelle mani dei militari, escluse i militari dalla vita politica, liberando nel contempo gli ufficiali arrestati per il colpo di Stato di Goudi, restaurando il principe ereditario Costantino ed i suoi fratelli ai loro incarichi nell'esercito. Questo gli pose contro i membri dell'ex Lega Militare.